# Paul Di Filippo
Pour l’article homonyme, voir Di Filippo.
Œuvres principales
- Langues étrangères
- Un an dans la Ville-Rue

Paul Di Filippo, né le 29 octobre 1954 à Providence, Rhode Island, est un écrivain américain de langue anglaise de science-fiction. Il est connu pour être un écrivain prolifique dans des genres qui vont du steampunk au cyberpunk. Il est aussi critique pour presque tous les principaux magazines de science-fiction américains, dont Asimov's Science Fiction, The Magazine of Fantasy & Science Fiction, Science Fiction Eye, The New York Review of Science Fiction, Interzone et Nova Express. Il s'est également lancé dans les scénarios de comics, réalisant en 2005 une mini-série Top 10 : Beyond the Farthest Precinct illustrée par Jerry Ordway et publiée sous le label America's Best Comics. Avec Michael Bishop, Paul Di Filippo a publié une série de romans sous le pseudonyme de Philip Lawson.

## Œuvres

### SérieWill Keats
Cette série est coécrite avec Michael Bishop sous le nom de Philip Lawson.
1. (en) Would It Kill You to Smile?, 1998
2. (en) Muskrat Courage, 2000

### SérieQuinary
1. (en) The Summer Thieves, 2021

### Romans indépendants
- (en) Ciphers: A Post-Shannon Rock 'N' Roll Mystery, 1997
- (en) Would It Kill You to Smile?, 1998Écrit avec Michael Bishop.
- (en) Joe's Liver, 2000
- (en) Muskrat Courage, 2000Écrit avec Michael Bishop.
- Langues étrangères, Robert Laffont, coll. « Ailleurs et Demain » ((en) A Mouthful of Tongues: Her Totipotent Tropicanalia, 2002), trad. Pierre-Paul Durastanti, 240 p.  (ISBN 2-221-09976-1)
- Un an dans la Ville-Rue, Le Bélial', coll. « Une heure-lumière » no 37, 2022 ((en) A Year in the Linear City, 2002), trad. Pierre-Paul Durastanti, 128 p.  (ISBN 978-2-38163-043-4)
- (en) Fuzzy Dice, 2003
- (en) Spondulix, 2004
- (en) Harp, Pipe, And Symphony, 2004
- (en) Creature from the Black Lagoon: Time's Black Lagoon, 2006
- (en) Cosmocopia, 2008
- (en) Roadside Bodhisattva, 2010
- (en) The Big Get-Even, 2018
- (en) The Deadly Kiss-Off, 2019
- (en) Visionary Pageant, 2022

### Recueils de nouvelles
- La Trilogie Steampunk, J'ai lu, coll. « Science-fiction », 2000 (The Steampunk Trilogy, 1995), trad. Monique Lebailly, 320 p.  (ISBN 2-290-30237-6)
- (en) Destroy All Brains!, 1996
- (en) Ribofunk, 1996
- (en) Fractal Paisleys, 1997
- Pages perdues, J'ai lu, coll. « Science-fiction », 2002 (Lost Pages, 1998), trad. Gilles Goullet, Hugues Lebailly et Monique Lebailly, 256 p.  (ISBN 2-290-31818-3)
- (en) Little Doors, 2002
- (en) Strange Trades, 2001
- (en) Babylon Sisters, 2002
- (en) Neutrino Drag, 2004
- (en) The Emperor of Gondwanaland and Other Stories, 2005
- (en) Shuteye for the Timebroker, 2006
- (en) Harsh Oases, 2009
- (en) After the Collapse: Stories from Greenhouse Earth, 2011
- (en) Wikiworld, 2013
- (en) The Great Jones Coop Ten Gigasoul Party (and Other Lost Celebrations), 2014
- (en) The Paul Di Filippo Megapack, 2014
- (en) A Palazzo in the Stars, 2015
- (en) Lost Among the Stars, 2017
- (en) Infinite Fantastika, 2018

### Comics
- Top 10: Beyond the Farthest Precinct #1-5 (America's Best Comics, 2005)